# Поліські залізниці

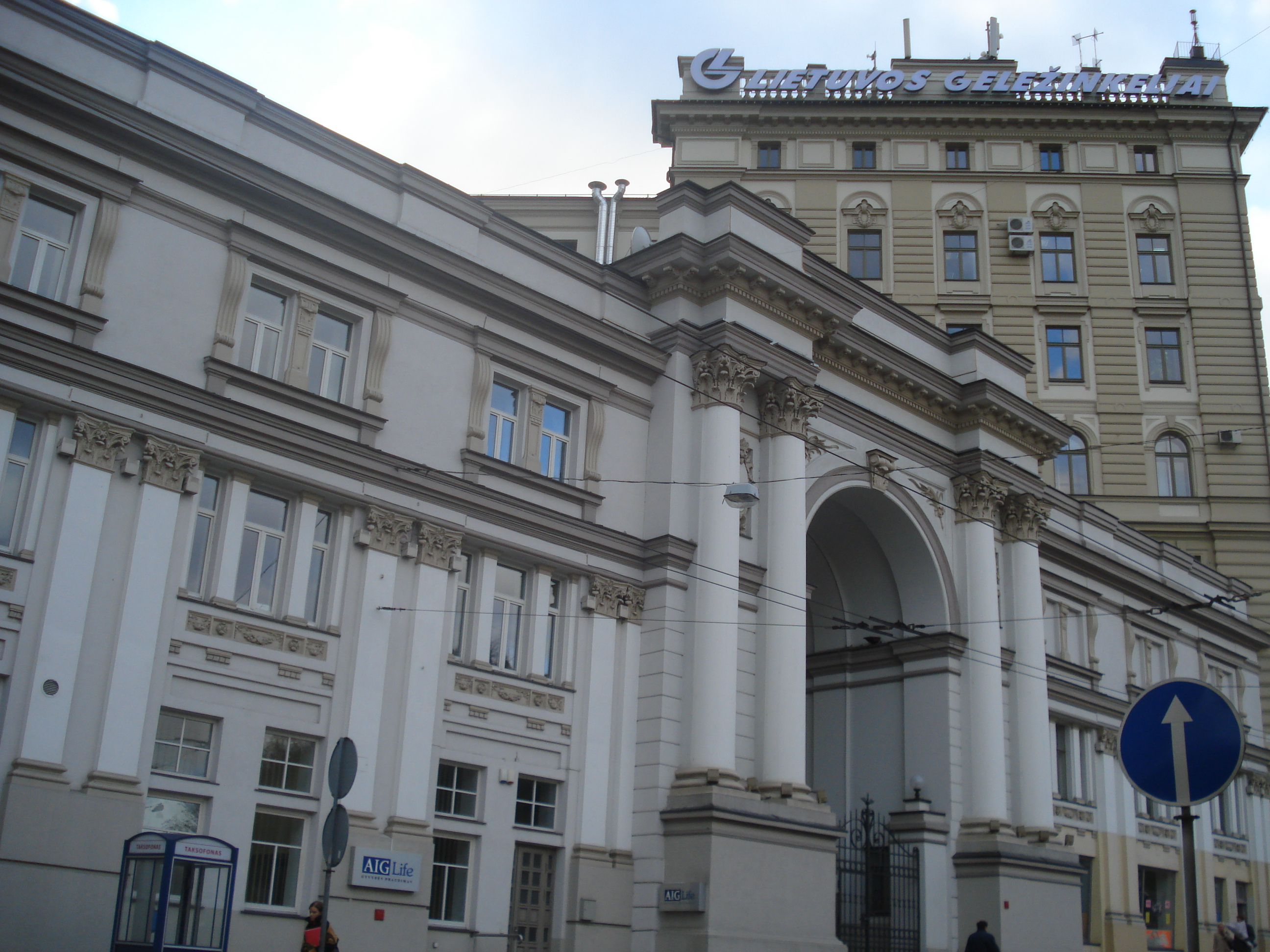
Будівля адміністрації Поліських залізниць у Вільно (нині — адміністративна будівля Литовських залізниць, Вільнюс)

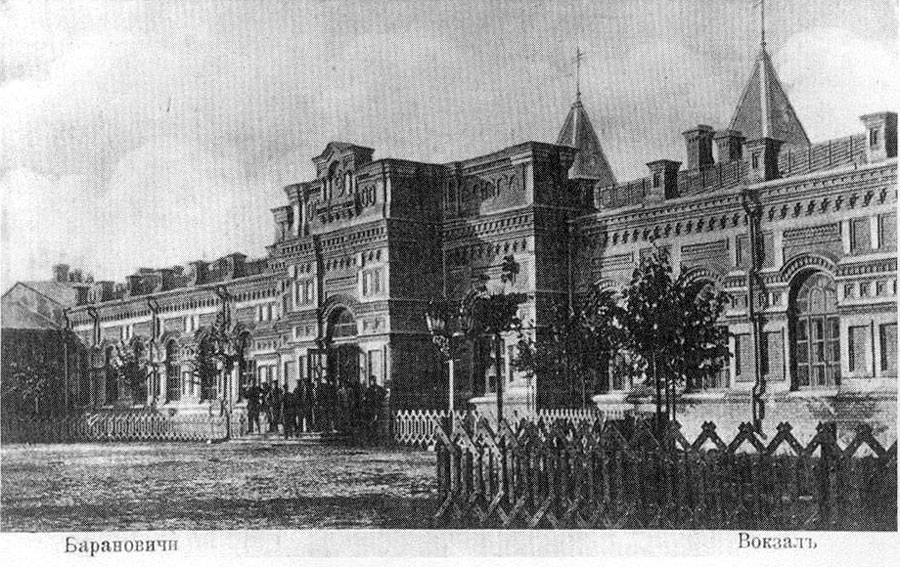
Вокзал Поліських залізниць Барановичі-Поліські, Білорусь

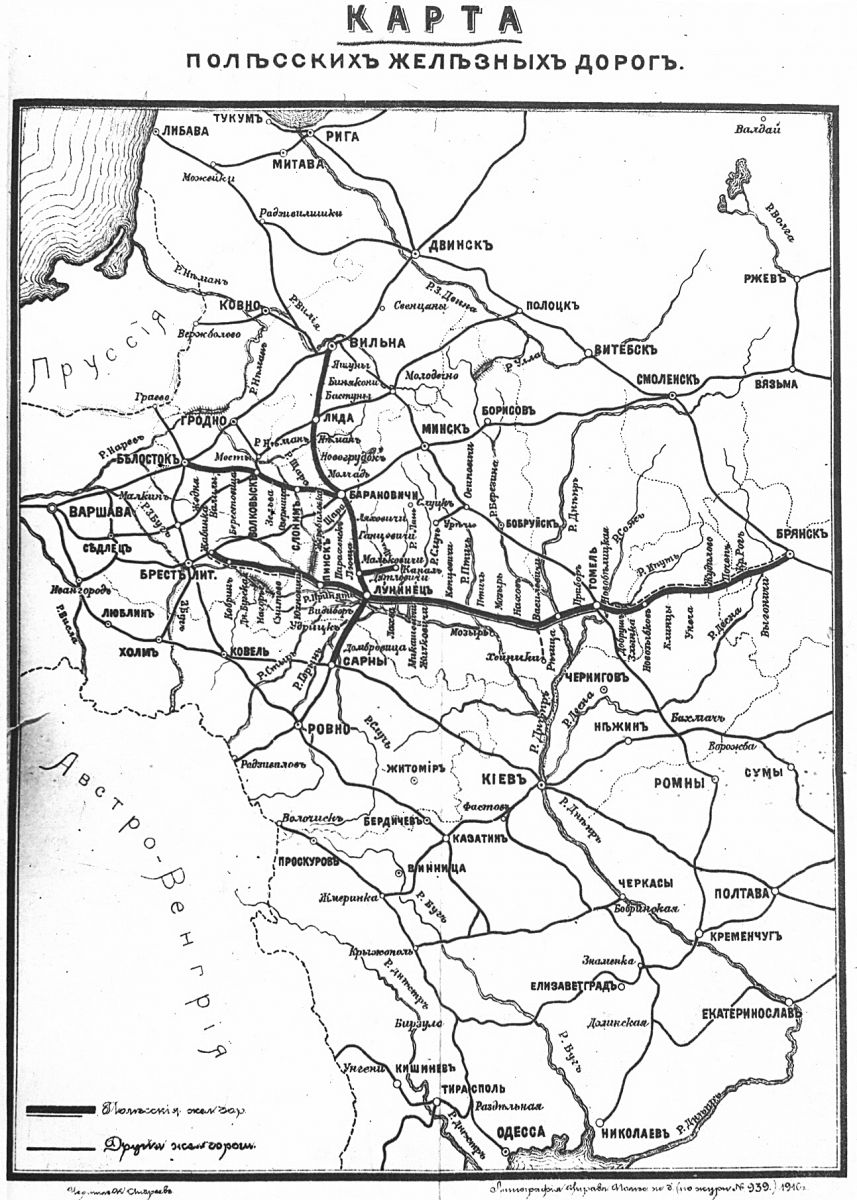
Мапа Поліських залізниць станом на 1916 рік

Поліські залізниці — казенні залізниці, побудовані Російською імперією впродовж 1882—1907 років.

## Опис
Проходили територією Віленської, Гродненської, Вітебської, Мінської, Волинської, Могильовської, Чернігівської, Орловської губернії. З'єднували Захід Російської імперії із українською Сіверщиною та Прибалтійським, Північно-Західним, Центрально-промисловим районами.
Лінії: 
- Брест — Жабинка — Брянськ;
- Вільно — Рівне, з гілкою на Білосток;
- Мости — Гродно.

| Поліські залізниці (1886) | Жабинсько-Пінська залізниця (1881) |
| Поліські залізниці (1886) | Вільно-Рівненська залізниця (1882) |

Основні ділянки: 
| Дільниця                   | Рік відкриття |
| -------------------------- | ------------- |
| Жабинка — Пінськ           | 1882          |
| Вільно — Лунинець — Пінськ | 1884          |
| Лунинець — Рівне           | 1885          |
| Лунинець — Гомель          |               |
| Білосток — Барановичі      | 1886          |
| Гомель — Брянськ           |               |
| Брест — Жабинка — Брянськ  | 1887          |
| Мости — Гродно             | 1907          |

Протяжність залізниці станом на 1913 рік — 1904 версти (у тому числі 1039 верст — двоколійний).
Примикаючі приватні під'їзні шляхи
- Новозибківська під'їзна колія;
- Стародубська під'їзна колія.

## Історія
Ідея побудови належить імператору Олександру ІІІ, який звернув увагу на нестачу шляхів сполучення у стратегічному західному напрямку, а також на те, що великі простори за відсутності комунікації залишалися неосвоєними, втрачалися великі запаси лісу, бо його не було чим вивезти. Указ про будівництво Поліської залізниці виданий 29 травня 1882 року, 14 лютого 1883 року почалося будівництво. Про те, що будівництву надали надзвичайно важливе державне значення свідчить те, що воно велося швидкими темпами. У сніжний 1884 рік було відкрито рух Вільно — Лунинець, а у жовтні 1885 року — Лунинець — Рівне.

## Рухомий склад
У 1885 році на Поліських залізницях налічувалося: 68 паровозів, 200 пасажирських і 1511 вантажних вагонів. У 1905 році — 410 пасажирських і 7927 вантажних вагонів.
Станом на 1913 рік — 1904 версти (у тому числі 1039 верст — двоколійний). Рухомий склад налічував 359 паровозів, 9127 товарних і 437 пасажирських вагонів..

## Економіка
Чистий прибуток:
| Роки | Прибуток                                          |
| ---- | ------------------------------------------------- |
| 1893 | 1805 тис. крб.                                    |
| 1894 | 3425 тис. крб.                                    |
| 1895 | 4670 тис. крб.                                    |
| 1896 | 5 054 363 крб.                                    |
| 1900 | 65,9 млн крб. (в межах 4% від основного капіталу) |